# COSCO
China Ocean Shipping Company, Limited, колишня China Ocean Shipping (Group) Company — широко відома своєю скороченою назвою COSCO Group або просто COSCO, є однією з основних холдингових компаній для COSCO Shipping, однієї з найбільші судноплавні компанії світу. COSCO Shipping була створена в січні 2016 року шляхом злиття COSCO та China Shipping Group в один конгломерат.
COSCO була заснована в 1961 році як китайська урядова компанія, що надає послуги з доставки та логістики.

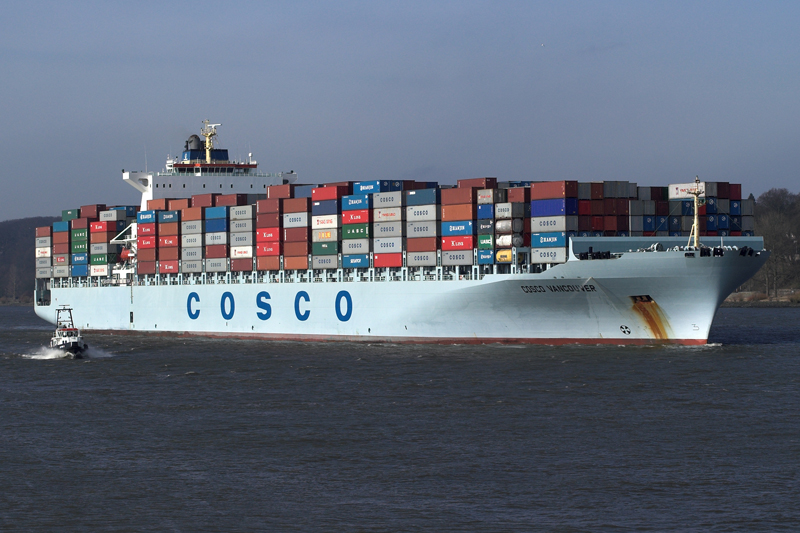
COSCO Ванкувер

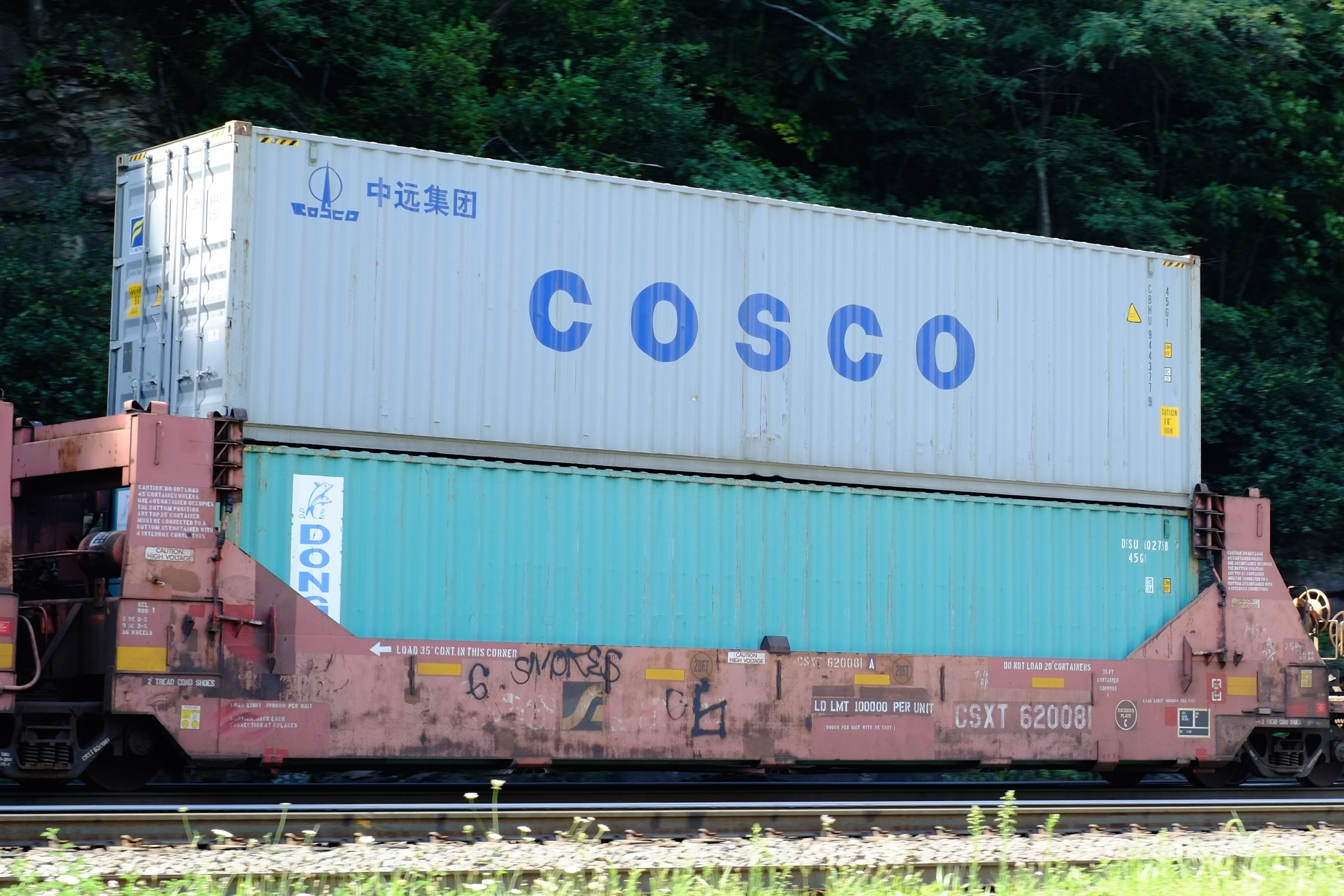
40 футовий контейнер COSCO

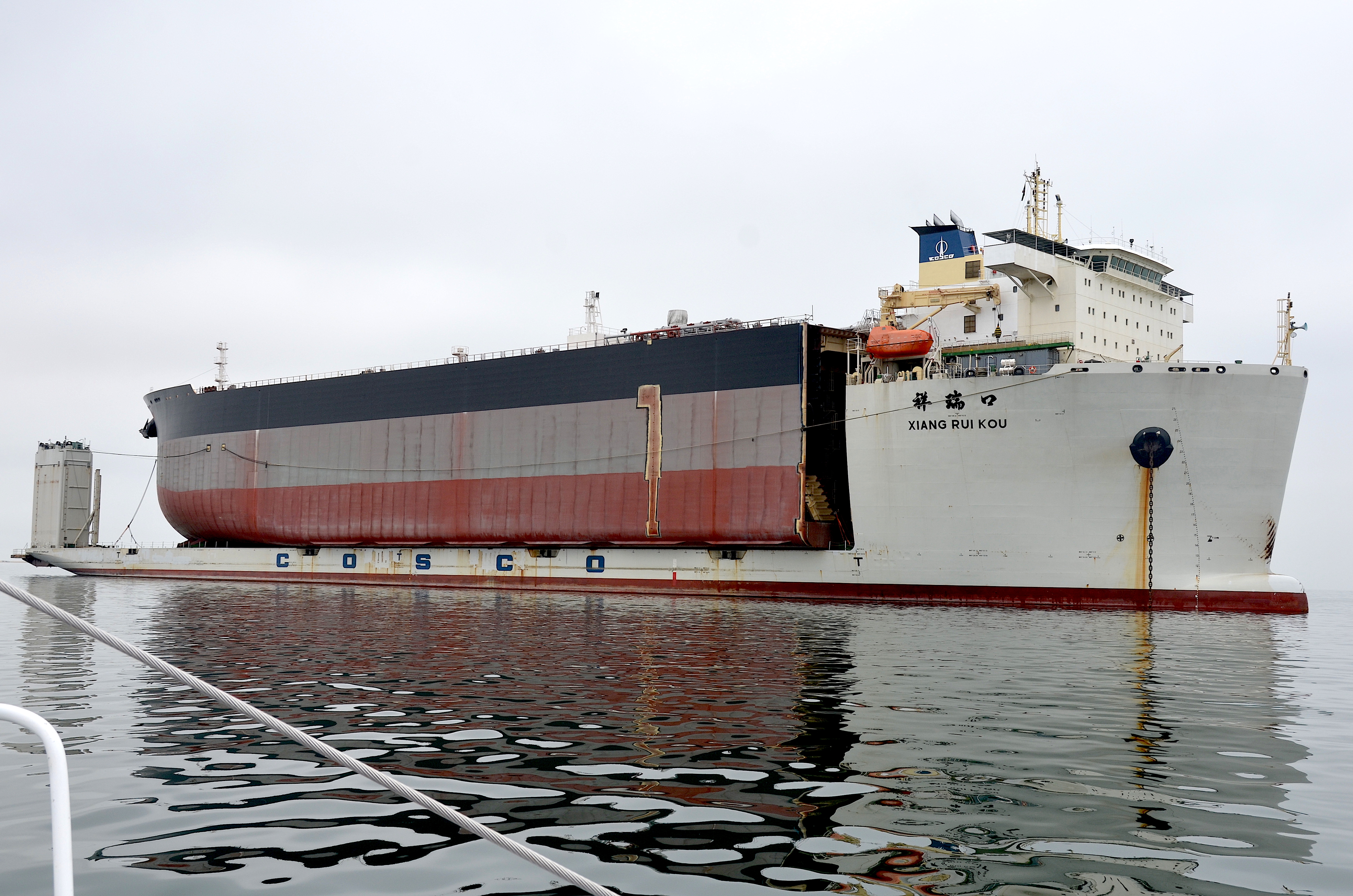
Напівзанурюване важке судно Xiang Rui Kou

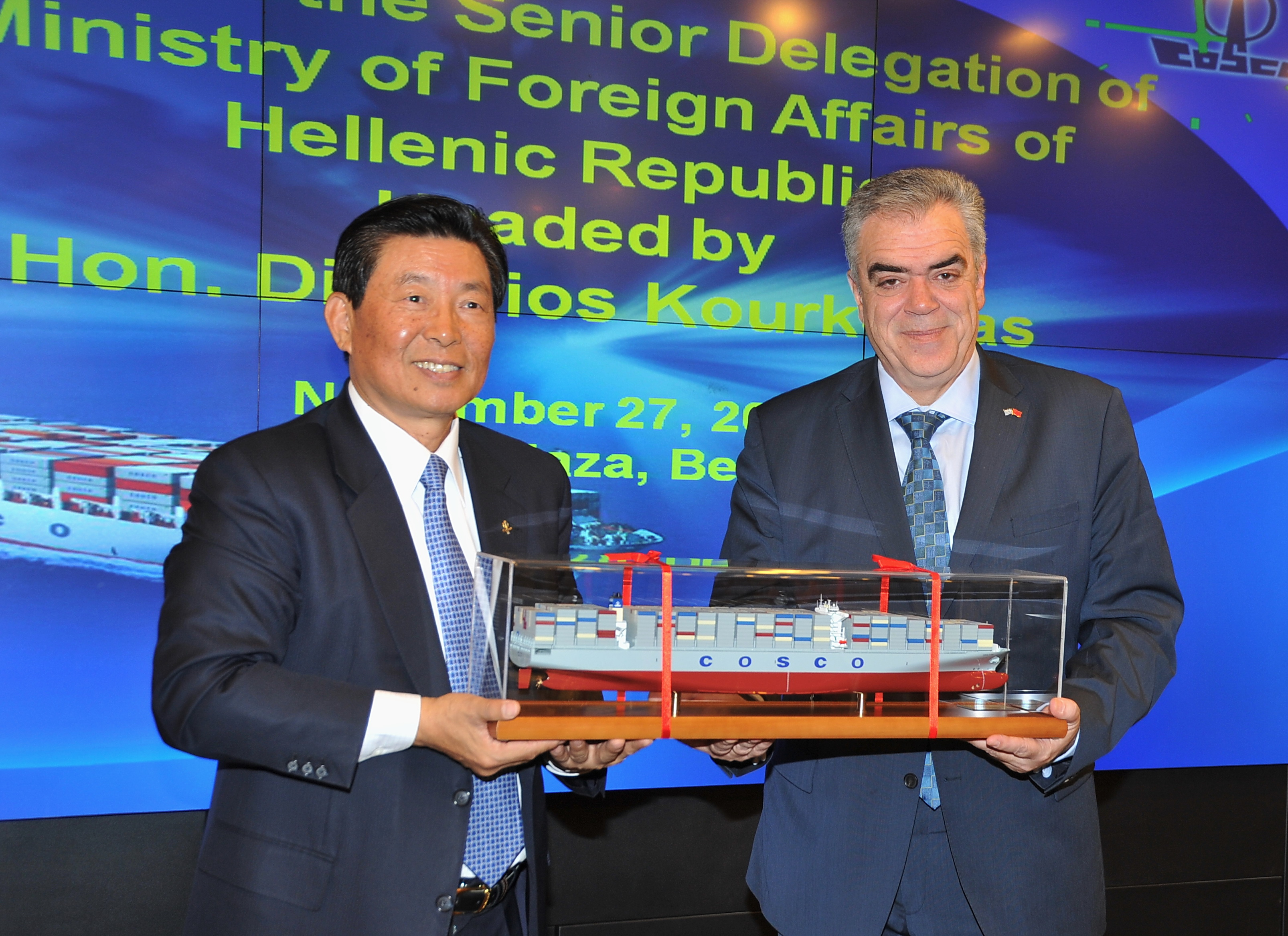
Президент COSCO Group Capt. Вей Цзяфу (ліворуч) зустрічається із заступником міністра закордонних справ Греції Дімітрісом Куркуласом (праворуч), 2012 рік.

Штаб-квартира COSCO знаходиться в Ocean Plaza в районі Січен у Пекіні. Володіє 1114 судами, у тому числі 365 наливними, контейнерним флотом місткістю 1,580,000, і танкерний флот зі 120 суден. Флот заходить у понад тисячу портів по всьому світу. Є одним з найбільших у світі як за кількістю контейнеровозів, так і за загальним обсягом контейнерів. У 2012 році він увійшов до 15 найкращих брендів Китаю.
Мав найбільше балкерних суден в Китаї та один із найбільших операторів у світі з перевезення сухих навалочних вантажів. Крім того, Група є найбільшим лінійним перевізником Китаю.

## Історія
Китайська океанська судноплавна компанія, або скорочено COSCO, була заснована в 1961 році як державна установа Китаю. У тому ж році була створена дочірня компанія в Гуанчжоу, провінція Гуандун. Дочірня компанія в Гуанчжоу придбала британське судно та перейменувала його на «Guanghua». У квітні 1961 року Guanghua здійснив свій перший рейс до Джакарти для Китайської Народної Республіки.
Після того, як США відновили відносини з Китаєм у 1970-х роках, China Ocean Shipping Company підписала угоду з американською компанією Lykes Brothers Steamship Company у 1979 році. Угода відкриває торговельні морські шляхи між США та КНР. У тому ж році COSCO стала представником китайської сторони для співпраці з International Telephone and Telegraph щодо ремонту засобів зв'язку в прибережних містах Китаю.
Компанія стала холдинговою компанією та перейменована на China Ocean Shipping (Group) Company у 1993 році. Дві інші державні компанії, China Marine Bunker Supply Company і China Road Transport Company, які займалися нафтоналивними танкерами та автомобільним транспортом відповідно, стали дочірніми компаніями групи у 1988 та 1992 роках відповідно. Китайська дорожня транспортна компанія була перейменована в COSCO Logistics у 2001 році (зараз є частиною COSCO Shipping Logistics). Станом на 2003 рік COSCO Logistics займається агентуванням судноплавства, експедуванням вантажів, матеріально-технічним забезпеченням третіх сторін і допоміжними послугами. Тоді як Chimbusco стала спільним підприємством з PetroChina з 2003 року.
COSCO має підрозділ у Гонконгу, який у лютому 1997 року придбав компанію Shun Shing Holdings, зареєстровану на гонконзьких біржах. До 30 червня 1997 року Гонконг був британською колонією, а з 1 липня став спеціальним адміністративним регіоном Китаю з окремою системою юрисдикції. Ще одна дочірня компанія COSCO HK на той час, COSCO Pacific, була зареєстрованою компанією Гонконгу з 1994 року. COSCO Pacific має спільне підприємство з Hongkong International Terminals Limited, яка з 1991 року керує терміналом у контейнерних терміналах Квай Цін, Гонконг COSCO Pacific придбала 49 % акцій COSCO Logistics у материнської компанії у 2003 році. Решта 51 % залишилися за COSCO. COSCO Pacific також володіла 20 % акцій гонконзького Chong Hing Bank з 1997 по 2007 рік. У 2007 році пакет акцій був проданий материнській компанії COSCO HK.

## Нотатки
1. ↑  Also transliterated as China Ocean Shipping (Group) Corporation
2. ↑  After the acquisition, the listed company was known as COSCO International. As of 2020, is known as COSCO Shipping International (Hong Kong)
3. ↑  As of 2020, the company is known as COSCO Shipping Ports